# Турналинська сільська рада
Турнали́нська сільська рада (рос. Турналинский сельский совет) — муніципальне утворення у складі Салаватського району Башкортостану, Росія. Адміністративний центр — село Турнали.
Станом на 2002 рік до складу Турналинської сільської ради входили село Нові Турнали, присілки Айська, Єльгільдіно та Турнали. Пізніше присілок Турнали був приєднаний до села Нові Турнали, назва села була змінена на Турнали.

## Населення
Населення — 896 осіб (2019, 1050 в 2010, 1142 в 2002).

## Склад
До складу поселення входять такі населені пункти:
| Населений пункт       | Населення, осіб (2002) | Населення, осіб (2010) |
| --------------------- | ---------------------- | ---------------------- |
| Айська, присілок      | 278                    | 207                    |
| Єльгільдіно, присілок | 29                     | 24                     |
| Турнали, село         | 835                    | 819                    |